# LGMN
La legumaína es una proteína que en el ser humano está codificada por el gen LGMN.
Este gen codifica una cisteína proteasa, que tiene una especificidad estricta para la hidrólisis de enlaces asparaginilo. Esta enzima puede participar en el procesamiento de péptidos bacterianos y proteínas endógenas para la presentación del MHC de clase II en los sistemas lisosomales / endosomales. La activación de la enzima se desencadena por el pH ácido y parece ser autocatalítica. La expresión de proteínas se produce después de que los monocitos se diferencian en células dendríticas. Se produce una enzima activa completamente madura después de la expresión de lipopolisacáridos en células dendríticas maduras. La sobreexpresión de este gen puede estar asociada con la mayoría de los tipos de tumores sólidos. Este gen tiene un pseudogén en el cromosoma 13. Se han descrito varias variantes de transcripción empalmadas alternativamente, pero se ha determinado la validez biológica de sólo dos. Estas dos variantes codifican la misma isoforma.